# Pig (fumetto)
Pig è stata una testata seriale a fumetti di genere grottesco/pornografico edita dalla Ediperiodici dal 1983 al 1988 per un totale di 64 albi.

## Trama
La collana racconta le bizzarre avventure di Mark Raymond, che caduto vittima di un esperimento, si trasforma in un uomo dalla testa di porco ogni qualvolta ha pensieri che lo eccitano sessualmente. Per invertire il processo, egli dovrà avere un atto sessuale completo, il che lo porterà a cacciarsi in situazioni sempre più strambe e grottesche.

## Storia editoriale
La serie venne ideata e scritta da Carmelo Gozzo e disegnata da Piercarlo Macchi con le chine di Luciano Milano per conto dello Staff di If. Dal n. 55, la foliazione raddoppia passando a 192 pagine. Gli ultimi tre numeri sono parodie di noti film come Rambo, Shining e Il giustiziere della notte.
Le copertine sono di Enzo Sciotti (1/25,35), Averardo Ciriello (26/31), Mario Carìa (32/34,36/59,61/64) e Alfredo Nocerino (60)

## Elenco albi
1. Bramosia sessuale
2. Istinti suini
3. Una situazione delicata
4. Una notte di guai
5. Generosità "pelosa"
6. Un piano diabolico
7. L'osceno trapianto
8. Una sporca faccenda
9. Uno stupro fuori programma
10. Sesso tropicale
11. Beato fra le donne
12. Un clandestino di troppo
13. Maiale in mare
14. Vita da porci
15. New York! New York!
16. Il porco mannaro
17. Stimoli erotici
18. Fino all'ultimo grugnito
19. Tentazioni
20. Si salvi chi può!
21. Servizio a domicilio
22. Un porco "invisibile"
23. Ospiti non invitati
24. Astuto come un suino
25. Porco qui e porco là!
26. Una medicina troppo efficace
27. Le due erotomani
28. L'uccello rapito
29. Lo stupratore fantasma
30. Grugniti nella notte
31. Pronto intervento
32. Il re dei suini
33. Disgrazie a catena
34. Un provino per Liz
35. Sotto zero
36. Chi la fa, l'aspetti
37. Porco mondo!
38. Caccia al maiale
39. Il museo delle cere
40. La soffitta erotica
41. Una prigioniera scomoda
42. Esibizionismo
43. Airport '87
44. Gnuiiiiii!...
45. Notte araba
46. Un porco al sole
47. Lussuria nel deserto
48. Fascino orientale
49. I morsi della gelosia
50. La guerriera
51. Un porco americano a Londra
52. Sesso a mano armata
53. Una ragazza timida
54. Suin Lover
55. Il porno-porco
56. Una tigre sfortunata
57. L'usurpatore
58. Sex Boat
59. Senza donne
60. Sesso di frodo
61. Porco è bello!
62. I "film" di Pig: il reduce
63. I "film" di Pig: l'hotel del terrore
64. I "film" di Pig: il giustiziere